# Ankylopteryx splendidissima
Ankylopteryx splendidissima är en insektsart som beskrevs av Gerstaecker 1885. Ankylopteryx splendidissima ingår i släktet Ankylopteryx och familjen guldögonsländor. Inga underarter finns listade i Catalogue of Life.